# U-557
Unterseeboot 557 foi um submarino alemão do Tipo VIIC, pertencente a Kriegsmarine que atuou durante a Segunda Guerra Mundial.
OU-557 podia atingir uma velocidade máxima de 19 nós quando navegando na superfície. Submerso ele utilizando os seus dois motores elétricos fazia oito milhas como velocidade máxima, as baterias neste desempenho tinham autonomia de apenas uma hora.
Durante o seu serviço militar afundou seis navios mercantes e um cruzador da Marinha Real Britânica. O submarino foi a pique, não deixando sobreviventes, após ser abalroado pela fragata de bandeira italiana Orione que desconhecia a existência de submarinos alemães na área.

## Comandantes

1. Unterseebootsflottille.

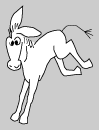
29. Unterseebootsflottille.

| Comandante                    | Data                                             |
| ----------------------------- | ------------------------------------------------ |
| Oblt. Ottokar Arnold Paulssen | 13 de fevereiro de 1941 - 16 de dezembro de 1941 |

## Carreira

### Subordinação
| 13 de fevereiro de 1941 - 1 de maio de 1941    | 1. Unterseebootsflottille (treinamento)                  |
| 1 de maio de 1941 - 4 de dezembro de 1941      | 1. Unterseebootsflottille (submarino líder da flotilha)  |
| 4 de dezembro de 1941 - 16 de dezembro de 1941 | 29. Unterseebootsflottille (submarino líder da flotilha) |

### Patrulhas
Torpedeou e colocou a pique o cruzador da Marinha Real Britânica HMS Galatea (71) (1935-1941).

|       | Comandante                      | Partida                | Partida | Chegada                | Chegada  | Dias     | Tonelagen        |
| ----- | ------------------------------- | ---------------------- | ------- | ---------------------- | -------- | -------- | ---------------- |
| 1     | Oblt. Ottokar Arnold Paulssen   | 13 de maio de 1941     | Kiel    | 10 de julho de 1941    | Lorient  | 59       | 7 290            |
| 2     | Oblt. Ottokar Arnold Paulssen   | 13 de agosto de 1941   | Lorient | 15 de agosto de 1941   | Lorient  | 3        |                  |
| 3     | Oblt. Ottokar Arnold Paulssen   | 20 de agosto de 1941   | Lorient | 19 de setembro de 1941 | Lorient  | 31       | 20 407           |
| 4     | Kptlt. Ottokar Arnold Paulssen  | 19 de novembro de 1941 | Lorient | 7 de dezembro de 1941  | Messina  | 19       | 4 032            |
| 5     | KrvKpt. Ottokar Arnold Paulssen | 9 de dezembro de 1941  | Messina | 16 de dezembro de 1941 | afundado | 8        | 5 220            |
| Total | Total                           | Total                  | Total   | Total                  | Total    | 120 dias | 36 949 toneladas |

### Navios afundados
- 6 navios afundados num total de 36 949 GRT [6]
- 1 navio de guerra afundado num total de 5 220 GRT

| Data             | Comandante              | Nome da Embarcação | Toneladas | Nacionalidade | Comboio |
| ---------------- | ----------------------- | ------------------ | --------- | ------------- | ------- |
| 29 Maio 1941     | Ottokar Arnold Paulssen | Empire Storm       | 7 290     | Reino Unido   | HX-128  |
| 27 Agosto 1941   | Ottokar Arnold Paulssen | Embassage          | 4 954     | Reino Unido   | OS-4    |
| 27 Agosto 1941   | Ottokar Arnold Paulssen | Saugor             | 6 303     | Reino Unido   | OS-4    |
| 27 Agosto 1941   | Ottokar Arnold Paulssen | Segundo            | 4 414     | Noruega       | OS-4    |
| 27 Agosto 1941   | Ottokar Arnold Paulssen | Tremoda            | 4 736     | Reino Unido   | OS-4    |
| 2 Dezembro 1941  | Ottokar Arnold Paulssen | Fjord              | 4 032     | Noruega       |         |
| 15 Dezembro 1941 | Ottokar Arnold Paulssen | HMS Galatea (71)   | 5 220     | Reino Unido   |         |

## Operações conjuntas de ataque
O U-557 participou das seguinte operações de ataque combinado durante a sua carreira:
- Rudeltaktik West (25 de maio de 1941 - 20 de junho de 1941)
- Rudeltaktik Bosemüller (28 de agosto de 1941 - 2 de setembro de 1941)
- Rudeltaktik Seewolf (2 de setembro de 1941 - 15 de setembro de 1941)